# Математичний софізм
Математичний софізм — це хибне математичне твердження з прихованою помилкою в математичних міркуваннях.
Софізм (з грецької — майстерність, уміння, хитра вигадка, мудрість) — хибне висловлювання, яке за поверхневого розгляду здається правильним.
Розв'язати софізм — означає знайти помилку в міркуваннях, за допомогою якої була створена зовнішня видимість правильності доведення.
Розв'язування математичних софізмів є ефективним засобом розвитку мислення.
В математиці, деякі види помилкового доказу часто представлені, а іноді і зібрані, як ілюстрація концепції математичної помилки. Існує відмінність між простою і математичної помилкою в доказі: помилка в доказі призводить до неприпустимого доказу тільки таким же чином, але в найвідоміших прикладах математичних помилок, є деяке маскування в презентації доказів. Наприклад, термін дії зазнає невдачі, може бути ділення на нуль, яке приховане алгебраїчними позначеннями. Існує разюча властивість математичної помилковості, яка призводить не лише до абсурдного результату, а але робить це в хитрий або розумний спосіб. Тому, ці помилки, з педагогічних причин, зазвичай беруть форму підробних доведень очевидних суперечностей. Хоча докази пошкоджені, помилки, зазвичай, порівняно витончені, або проектуються, щоб показати, що певні кроки є умовними, і не повинні бути застосовані у випадках, які є винятками з правил.
Традиційний спосіб представлення математичних софізмів — дати невірний крок віднімання, змішаного з дійсними кроками, так що сенс помилковості трохи відрізняється від логічної помилки. Після педагогіки, резолюція помилки може призводити до глибшої прозорливості в темі (як наприклад введення аксіоми Паша з Евклідової геометрії і теореми п'яти кольорів з теорії графів). Pseudaria — древня книга втрати доказів брехні, написана Евклідом.
Математичні помилки існують у багатьох галузях математики. В елементарній алгебрі, типовий приклад може включати етап, на якому виконується ділення на нуль, де корінь — неправильно вилучено або, в більш загальному плані, де різні значення багатозначної функції прирівнюються. Відомі помилки існують і в елементарній Евклідовій геометрії і обчисленні.

## Причини виникнення софізмв
Софізми ведуть до осмисленого розуміння математики і, крім того, показують, що математика — це жива наука. Загалом математичні софізми будуються на некоректному слововживанні, на неточності формулювань, дуже часто на неправильному застосуванні теорем, на прихованому виконанні неможливих дій, на незаконних узагальненнях, особливо під час переходу від скінченної кількості об'єктів до нескінченної, на маскуванні помилкових міркувань.
Математичний софізм є більш хитрим та цікавим, ніж помилка яка в ньому прихована.

## Ділення на нуль
Хибність ділення на нуль має безліч варіацій. У наступному прикладі використовується ділення на нуль, щоб «довести», що 2 = 1, але може бути зміненим, щоб довести, що будь-яке число дорівнює будь-якому іншому числу.
1. Нехай {\displaystyle a} і {\displaystyle b} дорівнюють ненульовим значенням
{\displaystyle a=b}
2. Помножимо на {\displaystyle a}
{\displaystyle a^{2}=ab}
3. Віднімаємо {\displaystyle b^{2}}
{\displaystyle a^{2}-b^{2}=ab-b^{2}}
4. Факторизуємо з обох сторін: зліва, як різницю квадратів, праворуч розкладаємо шляхом вилучення {\displaystyle b} з обох компонентів
{\displaystyle (a-b)(a+b)=b(a-b)}
5. Ділимо на {\displaystyle (a-b)}
{\displaystyle a+b=b}
6. Помічаємо, що {\displaystyle a=b}
{\displaystyle b+b=b}
7. Приводимо подібні доданки зліва
{\displaystyle 2b=b}
8. Ділимо на ненульове {\displaystyle b}
{\displaystyle 2=1}

Q.E.D.
Помилковість полягає в пункті 5:перехід від пункту 4 до пункту 5 передбачає ділення на {\displaystyle (a-b)}, яке дорівнює нулю внаслідок того, що прийнято {\displaystyle a=b} (див. крок 1), а в результаті {\displaystyle a} дорівнює {\displaystyle b}. Оскільки ділення на нуль не визначене, аргумент недійсний.

## Багатозначні функції
Багато функцій не мають унікальних обернених. Наприклад піднесення числа до квадрата дає унікальне значення, але можливі два квадратних корені з позитивного числа. Квадратний корінь є багатозначним. Одне значення може бути вибрано відповідно до угоди як головне значення, в ненульовому квадратному корені позитивне значення є основним значенням, але немає ніякої гарантії, що функції квадратного кореня задана головним значенням квадрата числа дорівнюватиме вихідному числу, наприклад, корінь квадратний з квадрата -2 дорівнюватиме 2.

## Числення
Числення, як математичного досліду нескінченно малої зміни так і обмеженої може призвести до математичних помилок, якщо властивості інтегралів і диференціалів проігноровані. Наприклад, наявне використання інтегрування частинами може бути використане, щоб дати неправдивий доказ того, що 0 = 1.Припустимо
{\displaystyle \textstyle u={\frac {1}{\log x}}} та {\displaystyle \textstyle dv={\frac {dx}{x}}}, ми можемо написати:
{\displaystyle \int {\frac {1}{x\,\log x}}\,dx=1+\int {\frac {1}{x\,\log x}}\,dx}
після чого первісні можуть бути скасовані з отриманням 0 = 1. Проблема полягає в тому, що первісні тільки визначається з точністю до постійної і зрушуючи їх на 1 або навіть будь-яку кількість дозволяється. Помилка дійсно приходить до виявляється, коли ми вводимо довільні межі інтегрування a і b.
{\displaystyle \int _{a}^{b}{\frac {1}{x\,\log x}}\,dx=1|_{a}^{b}+\int _{a}^{b}{\frac {1}{x\,\log x}}\,dx=0+\int _{a}^{b}{\frac {1}{x\,\log x}}\,dx=\int _{a}^{b}{\frac {1}{x\,\log x}}\,dx}
Оскільки різниця між двома значеннями постійної функції дорівнює нулю, на обох сторонах рівняння з'являється певний визначений інтеграл.

## Класифікація софізмів

### Числові
Візьмем вираз 35+10-45=42+12-54. В кожній частині рівності винесемо спільний множник за дужки: 5(7+2-9)=6(7+2-9). Тепер отримаємо 5=6.
Помилка допущена при діленні правильної рівності 5(7+2-9)=6(7+2-9) на число 7+2-9, рівне 0.Цього робити не можна.
```
Будь-яку рівність можна ділити тільки на число, відмінне від 0
.
```

### Алгебраїчні
отримаємо 3 > 7.
Помилка прихована в тому, що під час ділення обох частин нерівності на lg (1/3) < 0 не було змінено знак нерівності на протилежний.

### Логічні
Логічні софізми «Софізм навчання» Даним софізмом є пісенька, придумана англійськими студентами:

```
Чим більше вчишся, тим більше знаєш.
Чим більше знаєш, тим більше забуваєш.
Чим більше забуваєш, тим менше знаєш.
Чим менше знаєш, тим менше забуваєш.
Але чим менше забуваєш, тим більше знаєш.
То для чого вчитися?
```

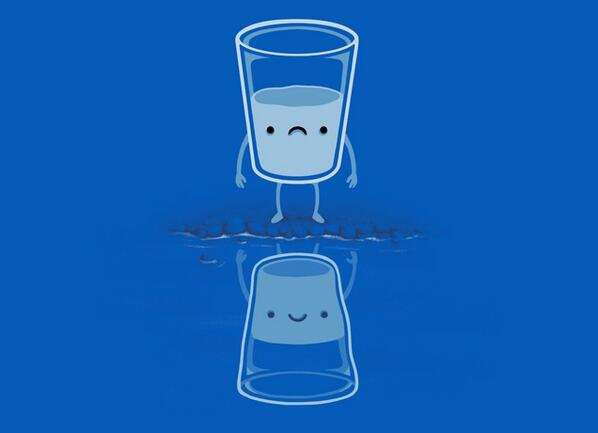

Нехай ми маємо стакан, наповнений водою до половини. Тоді можна сказати, що стакан, наполовину повний рівний стакану наполовину пустому. Збільшуючи обидві частини рівності вдвоє, отримаємо, що стакан повний рівний стакану пустому.
Ясно, що наведене судження хибне, оскільки в ньому застосовуються неправильні дії: збільшення вдвоє. В даній ситуації їх застосування є безглуздим.

### Психологічні
Психологічні причини софізмів бувають троякого роду: інтелектуальні, афективні й вольові. У всякому обміні думок передбачається взаємодія між 2 особами, читачем і автором або лектором і слухачем, або двома що сперечаються. Переконливість софізму тому припускає два чинники: α — психічні властивості однієї та β — іншої зі сторін, що обмінюються думками. Правдоподібність софізму залежить від спритності того, хто захищає його, і поступливості опонента, а ці властивості залежать від різних особливостей обох індивідуальностей.

#### Інтелектуальні причини
Інтелектуальні причини софізму полягають в переважанні в думці особи, що піддається софістиці, асоціацій по суміжності над асоціаціями по схожості, у відсутності розвитку здатності управляти увагою, активно мислити, в слабкій пам'яті, незвичці до точного слововживання, бідності фактичних знань по цьому предмету, лінощам в мисленні (ignava ratio) і т. д. Зворотні якості, зрозуміло, є найбільш вигідними для особи, яка захищає софізм: позначимо перші негативні якості через {\displaystyle b}, другі відповідні їм позитивні через {\displaystyle a}.

#### Афективні причини
Сюди відносяться боязкість в мисленні — острах небезпечних практичних наслідків, витікаючих від прийняття відомого положення; надія знайти факти, що підтверджують цінні для нас погляди, спонукає нас бачити ці факти там, де їх немає, любов і ненависть, що міцно асоціювалися з відомими представленнями, і т. д. Охочий спокусити розум свого суперника софіст має бути не лише майстерним діалектиком, але і знавцем людського серця, що уміє віртуозно розпоряджатися чужими пристрастями для своїх цілей. Позначимо афективний елемент в душі майстерного діалектика, який розпоряджається ним як актор, щоб торкнути супротивника, через {\displaystyle c}, а ті пристрасті, які пробуджуються в душі його жертви і затьмарюють в ній ясність мислення через {\displaystyle d}. Argumentum ad hominem, що вводить в суперечку особисті рахунки, і argumentum ad populum, що впливає на афекти натовпу, представляють типові софізми з переважанням афективного елемента.

#### Волеві причини
При обміні думок ми впливаємо не лише на розум і почуття співрозмовника, але і на його волю. У всякій аргументації (особливо усній) є елемент вольовий — імперативний — елемент навіювання. Категоричність тону, що не допускає заперечення, певна міміка і т. д. ({\displaystyle e}) діють чарівним чином на осіб, що легко піддаються навіюванню, особливо на маси. З іншого боку, пасивність ({\displaystyle f}) слухача особливо сприяє успішності аргументації супротивника. Таким чином, всякий софізм припускає взаємовідношення між шістьма психічними чинниками: {\displaystyle a+b+c+d+e+f}. Успішність софізму визначається величиною цієї суми, в якій {\displaystyle a+c+e} складає показник сили діалектика, {\displaystyle b+d+f} є показником слабкості його жертви. Прекрасний психологічний аналіз софістики дає Шопенгауер у своїй «Еристиці» (перекл. кн. Д. Н. Цертелєва). Звісно ж зрозуміло, що логічні, граматичні і психологічні чинники найтіснішим чином пов'язані між собою.